# Satoshi Miyazaki
 (octobre 2020).
Si vous disposez d'ouvrages ou d'articles de référence ou si vous connaissez des sites web de qualité traitant du thème abordé ici, merci de compléter l'article en donnant les références utiles à sa vérifiabilité et en les liant à la section « Notes et références ».
Pour les articles homonymes, voir Miyazaki.
Satoshi Miyazaki Shihan est un maître instructeur karateka né le 17 juin 1938 dans un petit village de la préfecture de Saga (îles Kyūshū, Japon), décédé le 31 mai 1993.

## Enfance
C'est dans un petit village de la préfecture de Saga, située au nord-ouest de l'île de Kyūshū au sud du Japon, que naquit Satoshi Miyazaki le 17 juin 1938.
Adolescent, il s'intéressa aux arts martiaux et plus précisément au judo. Mais très vite, il s'orienta vers le karaté qui le fascinait. Il fit ses débuts dans une école de Gōjū-ryū, un karaté traditionnel aux fortes influences sino-okinawaïennes. À la fin de ses études secondaires, il passa sa ceinture noire devant maître Mahatokai.

## Université
Il fut remarqué par la Japan Karate Association qui, grâce à un soutien financier, lui permit en 1958 de rejoindre l'université de Takushoku à Tokyo. Là, Miyazaki fit partie de l'équipe de karaté et fut entraîné par maitre Masatoshi Nakayama en personne, fondateur de la JKA. Et malgré les entraînements intensifs matin, midi et soir, Satoshi obtint une licence en sciences économiques.
À l'université, Satoshi Miyazaki apprit le Shotokan, karaté moderne fondé par maître Gichin Funakoshi. Il remit sa ceinture blanche et recommença son apprentissage à zéro. À ses côtés, il avait des équipiers comme Asano, Kisaka, Ochi et Tabata. Ensemble, ils furent premiers au championnat du Japon par équipes. À titre personnel, Satoshi se classait invariablement parmi l'élite.
Après l'université, au début des années soixante, Miyazaki rejoignit la JKA pour devenir instructeur. À nouveau, il reprit sa ceinture blanche.

## Belgique
C'est à la fin de 1967 que maître Miyazaki fut envoyé par la JKA en Europe aux côtés des maîtres Enoeda, Shirai, Kase et Kanazawa pour promouvoir le shotokan. Il devint le chef instructeur pour la Belgique. Il y consacra beaucoup de temps à voyager en train pour superviser la qualité du travail dans les clubs répartis dans le pays; rentrant parfois tard chez lui. Diplômé de l’université de Takushoku, directeur technique de la BAKF, Satoshi Miyazaki se déplace aussi dans toute l’Europe pour participer à de nombreux stages. Si les autres grand-maîtres tenaient le devant de la scène, maître Miyazaki, d'une allure frêle et effacée, restait discret. Il était toutefois un adversaire redoutable, même contre des concurrents plus grands, plus lourds ou plus puissants que lui, grâce à un sens incroyable de l'anticipation.
Ceux qui l'ont connu disaient de maître Miyazaki qu'il était l'illustration même des cinq caractéristiques essentielles du karatéka, à savoir la modestie, l'honnêteté, la courtoisie, le courage et contrôle de soi. Il était de plus doté d'une très grande générosité, n'hésitant pas à financer l'équipe nationale sur ses propres deniers.
Son enseignement était dur et intense. Il était un grand adepte des kihon et faisait répéter inlassablement les différents mouvements à ses élèves. Il attachait beaucoup d'importance aux détails du geste et à la précision de la technique. Pour lui, l'éducation et le karaté ne faisaient qu'un. Hangetsu et sochin étaient parmi ses katas favoris.
A la fin de la décennie 1970 et au début des années 1980, se côtoyaient à l'époque deux styles de karaté en Belgique : le Wado Ryu et le Shotokan. À propos du Shotokan, l'aura de Myazaki était telle que les instructeurs de l'époque vouaient une forte vénération à leur maître, littéralement envoyé du Japon pour leur enseigner un art franc, direct et loyal[non neutre].
Miyazaki Shihan décède, à l’âge de 55 ans, des suites d’une longue maladie, le 31 mai 1993. Un dernier hommage lui fût rendu dans son dojo, le vendredi 4 juin 1993, en présence de sa famille venue du Japon, de son épouse, de ses enfants. Mais aussi en présence de grands maîtres émus de perdre un des leurs.